# Yves Pouliquen
Yves Pouliquen (Mortain, Mancha, Baja Normandía, 17 de febrero de 1931-París, 5 de febrero de 2020) fue un médico oftalmólogo francés, especialista en enfermedades de la córnea. Desde 2001 era miembro de la Academia Francesa, donde ocupaba el asiento número 35.

## Datos biográficos
Realizó sus estudios secundarios en el Liceo Littré, de Avranches. Más tarde estudió medicina en París, haciendo su internado en 1956; es doctor en medicina, especializado en oftalmología en 1963. Fue profesor y jefe del servicio oftalmológico en el Hôtel-Dieu de París de 1980 a 1996. Fue director de la unidad de investigaciones oftalmológicas del INSERM de 1979 a 1998.
Es miembro de la Academia Nacional de Medicina de Francia desde 1992. También es el presidente de la Fundación Singer-Polignac.
Yves Pouliquen fue presidente honorario de la Organización para la prevención de la ceguera (OPC), de 1997 a 2009.
Fue elegido miembro de la Academia Francesa el 29 de noviembre de 2001, para el asiento número 35 que había ocupado hasta su muerte Louis Leprince-Ringuet.

## Ouvrages
- 1967: La Transparence de la cornée, Masson.
- 1969: Atlas d'histologie et d'ultrastructure de l'œil,Masson.
- 1973: Les Homogreffes de la cornée, Masson.
- 1974: Les Lentilles souples, édition Masson.
- 1983: L'Herpès de la cornée, précis d'ophtalmologie, Masson.
- 1990: La Cataracte, Hermann.
- 1992: La Transparence de l'œil, Odile Jacob.
- 1995: Les Yeux de l'autre, Odile Jacob.
- 1999: Un Oculiste au temps des lumières - biografía de Jacques Daviel, Odile Jacob.
- 2003: Le Geste et l'Esprit, Odile Jacob.
- 2006: Madame de Sévigné et la Médecine du grand siècle, Odile Jacob.
- 2008: Le Médecin et le Dictateur, Odile Jacob.
- 2009: Félix Vicq d'Azyr, les Lumières et la Révolution…Le médecin de Marie-Antoinette, Odile Jacob.
- 2010: Discours de réception de Jean-Christophe Rufin à l'Académie française et réponse d'Yves Pouliquen, Gallimard.
- 2011: Lunettes ou laser? Choisir sa vision, Odile Jacob (con Jean-Jacques Saragoussi)
- 2013: Cabanis: la vie d'un idéologue, Odile Jacob

## Reconocimientos
- 1994: Premio Mundial Cino Del Duca
- Comendador de la Legión de Honor desde el 19 de febrero de 2001.[5]
- Oficial de la Orden Nacional al Mérito
- Comendador de Ouissam Alaouite de Marruecos